# صباح الدين كارا كله
صباح الدين كارا كلّه (بالتركية: Sebahattin Karakelle)‏, (ولد: 5 فبراير 1950, تركيا) سياسي تركي. ونائب حالي وسابق في البرلمان التركي لأكثر من دورة ممثلا عن حزب العدالة والتنمية.